# Miniserie
La miniserie es un género televisivo semejante a la serie, pero de corta duración, generalmente de dos a seis capítulos. Se diferencia de las series principalmente por tener un número de episodios previamente estipulado y por seguir una línea argumental con desenlace a lo largo de la misma. Se considera que Raíces (1977) fue el primer éxito del formato, que lo impulsó en todo el mundo.

## Argentina
En Argentina, el género de las miniseries es muy explotado por las productoras locales. Existe una gran cantidad de ficciones en formato miniserie que han alcanzado gran éxito a nivel local e internacional, como Okupas, de once capítulos, que ganó tres premios Martín Fierro en 2001. La serie fue un éxito desde el punto de vista crítico y público. En la misma línea (dramas carcelarios o de los suburbios, con grandes reminiscencias al Nuevo Cine Argentino surgido en los años 1990), en 2002 aparece Tumberos, dirigida por Adrián Caetano (Pizza, birra, faso; Lo que el tiempo nos dejó; Crónica de una fuga). Tumberos tuvo un total de 11 nominaciones a los premios Martín Fierro, de los cuales ganó cuatro.
Damián Szifrón, director de la multipremiada y nominada a un Óscar Relatos salvajes, fue director también de dos ficciones argentinas que cosecharon gran éxito: la miniserie Hermanos y detectives, vendida a España, México y Chile, y Los simuladores, vendida a España, México, Chile y Rusia, aunque debido a la longitud de sus temporadas, esta última entraría en el formato serie y no miniserie.
La miniserie Historia de un clan, dirigida por Luis Ortega, también cosechó gran éxito y fue emitida, además de su cadena original Telefe, por TNT para toda Latinoamérica. Esta miniserie ganó un premio Ondas; 12 premios Tato; dos premios FIPA; seis premios Martín Fierro (de 13 nominaciones) y un Cóndor de Plata.
Otras miniseries históricas/dramáticas éxito fueron Lo que el tiempo nos dejó (de Adrián Caetano, bajo la supervisión histórica de Felipe Pigna), Historia clínica, La celebración o El marginal. Dentro de la comedia, se destacan otras tantas como Jorge, Por ahora, Psiconautas, entre otras.

## Estados Unidos
El formato de miniserie apareció en Estados Unidos al menos desde 1966, con la emisión por la cadena ABC de una adaptación de The Rise and Fall of the Third Reich (Auge y caída del Tercer Reich), producida por David L. Wolper. El término se hizo habitual a mediados de los años 1970, especialmente con el éxito de Hombre rico, hombre pobre (Rich Man, Poor Man), en 1976, basado en la novela de Irwin Shaw.
Raíces (Roots) (1977) de Alex Haley es considerado el primer éxito masivo del formato. Su masividad en los Estados Unidos estuvo asociado al horario: las doce horas de su duración total fueron divididas en ocho episodios emitidos en noches consecutivas, terminando en un episodio final que alcanzó 71% de cuota, con una audiencia de 130 millones de telespectadores.
La revista TV Guide de EE. UU. consideró a la miniserie Jesus of Nazareth como la mejor de todos los tiempos.

## Japón
El estilo de animación anime, original de este país, discrepa el estándar de duración habitual en claro contraste con la habitual tendencia general de sus creaciones. Una miniserie de anime puede extenderse hasta doblar o triplicar la duración habitual en capítulos de lo que entendemos como media habitual de una miniserie, aunque se comprende dada la duración media de cada uno suele ser inferior a los veinte minutos. En conclusión, se mantiene una relación invariable en cuanto a trama conclusa y duración previamente estipulada. Algunos ejemplos conocidos que no son miniseries podrían ser Fullmetal Alchemist (2003), Hellsing (2001), Death Note (2001) o Rurouni Kenshin (1996).

## Brasil
En Brasil fue la Rede Globo la pioneira en producir este tipo de género televisivo con la emisión de Lampião e Maria Bonita, escrita por Aguinaldo Silva y Doc Comparato y dirigida por Paulo Afonso Grisolli, transmitida en 1982 con ocho capítulos.
La Rede Manchete el mismo año de su creación (1984), produjo y emitió Marquesa de Santos.
La duración média de las miniseries durante los primeros tiempos fue de veinte capítulos, pero en los últimos años se han transformado en verdaderas mininovelas, llegando a casio sesenta capítulos.
Por ser transmitidas en un horario más tardío que las telenovelas (generalmente después de las 22 horas), las miniseries son más osadas en términos de temática, escenas, diálogos y situaciones, función que antes desempeñaban las "novelas de las diez", entre 1969 y 1979. Además tienen un potencial de audiencia mayor que las telenovelas, debido a su corta duración.
Las miniseries de la Rede Globo también son lanzadas en formato DVD por la Rede Globo y algunas, también como libro, sobre todo grandes éxitos como Anos rebeldes (Años rebeldes) y A casa das sete mulheres (La casa de las siete mujeres), realizada sobre el libro homónimo, que fue conocido debido a la miniserie.

## Ecuador
En Ecuador fue la Ecuavisa la pionera en producir este tipo de género televisivo con la emisión de El cristo de nuestras angustias, dirigida por Miguel Ángel Albornoz, transmitida en 1967.
La duración média de las miniseries durante los primeros tiempos fue de cuatro capítulos, pero en los últimos años se han transformado en verdaderas mininovelas, llegando a casi un capítulo.
Por ser transmitidas en un horario más tardío que las telenovelas (generalmente después de las 22 horas), las miniseries son más osadas en términos de temática, escenas, diálogos y situaciones, función que antes desempeñaban las "novelas de las ocho", entre 1967 y 1977. Además tienen un potencial de audiencia mayor que las telenovelas, debido a su corta duración.
Las miniseries de la Ecuavisa también son lanzadas en formato DVD por la Ecuavisa y algunas, también como libro, sobre todo grandes éxitos como La Baronesa de Galápagos, Los Sangurimas, Cumandá, El Chulla Romero y Flores, A la Costa, 7 Lunas, 7 Serpientes, El Cojo Navarrete, El Milagro de las Cuevas, Sólo de Guitarra y Se que viene a matarme, realizada sobre el libro homónimo, que fue conocido debido a la miniserie.

## Reino Unido
En la televisión británica, el término «miniserie» (en inglés «miniseries») casi nunca ha sido utilizado, excepto para referirse a las que se importan de EE. UU. El término «serial» (‘serie’) es usado para dramas televisivos británicos de corta duración, que han sido uno de los elementos principales de la programación televisiva británica desde los años 1950, cuando serials como Quatermass (1953) estabelecieron la popularidad del formato. La serie El prisionero (The Prisoner) de Patrick McGoohan, originalmente con siete episodios, fue expandida para 17, debido a la preocupación del estudio de que una serie tan pequeña sería difícil de vender.

## Australia
Entre las miniseries australianas pueden mencionarse Against The Wind (1978), The Dismissal y Scales of Justice (1983), Bodyline (1984), The Cowra Breakout y Anzacs (1985), Bankok Hilton (1989) y Brides Of Christ (1991).